# Canódromo Loreto
El Canódromo Loreto fue un recinto deportivo  dedicado a las carreras de galgos en el Distrito de Les Corts de Barcelona, que funcionó entre 1955 y 1962.

## Historia
La instalación se inauguró el 16 de abril de 1955 en la manzana configurada por la Travessera de les Corts, la Avenida de Sarriá y las calles Loreto y Burdeos, impulsado por la sociedad Agrupación Galguera de Loreto. Acogió, entre otros eventos, dos ediciones del Campeonato de España de galgos en pista (1957 y 1959) y dos campeonatos de Europa de galgos, celebrados los años 1957 y 1959.
A pesar del protagonismo alcanzado, a finales de 1960 ya era público que el canódromo debería desaparecer en breve para urbanizar la zona, fruto del crecimiento de la ciudad. La entidad gestora del canódromo gestionó la construcción de un nuevo espacio junto al Real Club de Polo (el futuro Canódromo Avenida) para suceder a Loreto, que celebró las últimas carreras el 7 de enero de 1962.